# Красноозёрное (Хакасия)
Красноозёрное — село в Усть-Абаканском районе Хакасии, входит в Солнечный сельсовет.
.

## География
Расположено неподалёку от озера Красное у железнодорожной линии Абакан-Ачинск в равнинной части района. Расстояние до г. Абакана — 30 км.
Число постоянных хозяйств — 237, население — 509 человек: русские, хакасы, немцы, татары и др. (01.01.2004).

## История
В 1965 г. Указом Президиума ВС РСФСР поселок центральной усадьбы Абаканского откормочного совхоза переименован в Красноозёрный.

## Население
| 2002 | 2010 |
| ---- | ---- |
| 626  | ↘600 |